# Dicranoderes
Dicranoderes is een kevergeslacht uit de familie van de boktorren (Cerambycidae). De wetenschappelijke naam van het geslacht werd voor het eerst geldig gepubliceerd in 1836 door Dupont.

## Soorten
Dicranoderes is monotypisch en omvat slechts de volgende soort:
- Dicranoderes annulatus Dupont, 1836